# Wiktor Garcorz
Wiktor Garcorz (ur. 7 kwietnia 1929 w Katowicach, zm. 7 maja 2020 tamże) – polski piłkarz ręczny, inżynier górnik. Mistrz i reprezentant Polski

## Życiorys
Był absolwentem Liceum Ogólnokształcącego nr 3 w Katowicach (1949) i Wydziału Mechanicznego Politechniki Śląskiej.
W latach 1948–1957 był zawodnikiem AZS Katowice w piłce ręcznej 11-osobowej, z katowickim zespołem zdobył w 1955 mistrzostwo Polski, w 1957 wicemistrzostwo Polski, w latach 1952, 1953 i 1954 brązowy medal mistrzostw Polski. W latach 1955–1958 wystąpił w 20 spotkaniach reprezentacji Polski w tej odmianie sportu, zdobywając 22 bramki. W 1955 zdobył z drużyną brązowy medal Międzynarodowych Igrzysk Młodzieży i Studentów.
Po studiach pracował początkowo na macierzystej uczelni, następnie przez resztę kariery zawodowej w Biurze Studiów, Projektów i Realizacji Energoprojekt w Katowicach, gdzie był m.in. głównym projektantem i przewodniczącym rady nadzorczej. Był projektantem kilku polskich elektrowni węglowych.
W 1999 został uhonorowany Medalem im. prof. Stanisława Ochęduszki przyznawanym przez Stowarzyszenie Wychowanków Wydziału Mechaniczno-Energetycznego Politechniki Śląskiej.